# Louise Morel (femme politique)
Pour les articles homonymes, voir Louise Morel et Morel (patronyme).
Louise Morel, née le 15 octobre 1995 à Strasbourg, est une femme politique française, membre du Mouvement démocrate.
Le 19 juin 2022, elle est élue députée de la sixième circonscription du Bas-Rhin.

## Biographie

### Famille
Louise Morel est la fille d'Alice Morel, maire de Bellefosse depuis 1977 et qui a également été conseillère générale du canton de Saales de 2004 à 2015, et de Henri Morel, chef d'entreprise (dirigeant de SFI Group) et président de la Fédération des industries mécaniques.

### Formation
Durant son parcours, Louise Morel part étudier en Australie et à Singapour, et obtient un stage au sein du ministère des armées et au sein de l'ambassade de France au Kenya.
Elle a ensuite travaillé pour un cabinet parisien de conseil auprès des entreprises du secteur agroalimentaire avant de se présenter aux élections législatives de 2022.

## Parcours politique
En 2017, à la suite de l'élection d'Emmanuel Macron, Louise Morel rejoint le Mouvement Démocrate.
Elle est candidate suppléante de Guy Salomon (MoDem) lors des élections législatives de 2017, perdant au second tour face à Laurent Furst.
Elle se présente aux élections législatives de 2022 avec Xavier Muller, viticulteur indépendant de Marlenheim, pour suppléant. Le 19 juin 2022, Louise Morel est élue députée de la sixième circonscription du Bas-Rhin au second tour avec 57,90 % des voix, face au représentant du Rassemblement national Jean-Frédéric Steinbach.
A la suite de la dissolution de l’Assemblée Nationale promulguée par Emmanuel Macron à la suite des élections européennes du 9 juin 2024, elle est candidate à sa réélection et est réélue le 7 juillet 2024 obtenant 55,02% des voix (35 889 voix) face au candidat du Rassemblement National Vincent Coussediere (29 338 voix).